# Wojciech Basiuk
Wojciech Basiuk (ur. 14 marca 1968 w Ząbkowicach Śląskich) – polski piłkarz grający na pozycji napastnika, trener, przedsiębiorca.

## Kariera piłkarska
Wojciech Basiuk całą karierę piłkarską spędził w Ślęzy Wrocław, w której grał najpierw w drużynach młodzieżowych, następnie w 1987 roku dołączył do drużyny seniorskiej, w której grał do 1996 roku. W tym czasie w sezonie 1988/1989 po zajęciu 16. miejsca w tabeli ligowej spadł do II ligi, jednak w sezonie 1990/1991 awansował do II ligi.

## Kariera trenerska
Wojciech Basiuk po zakończeniu kariery piłkarskiej rozpoczął karierę trenerską. W 2003 roku został trenerem AZS Wrocław, którego pierwszy raz prowadził 17 sierpnia 2003 roku w wygranym 4:1 meczu ligowym u siebie z Zamłyniem Radom. Z klubem, którego prowadził do 2008 roku, zdobył 5-krotne mistrzostwo Polski (2004–2008), wicemistrzostwo Polski w sezonie 2008/2009 oraz dwukrotnie Puchar Polski: 2004, 2007. Następnie został asystentem Roberta Jończyka w Zagłębiu Lubin, jednak po jego zwolnieniu 11 kwietnia 2009 roku również odszedł z klubu.
Wkrótce ubiegał się funkcję selekcjonera kobiecej reprezentacji Polski, jednak nominację otrzymał Robert Góralczyk, za to Basiuk został selekcjonerem kobiecej reprezentacji Polski U-19, którym był do 2013 roku. W 2010 roku był kandydatem na selekcjonera kobiecej reprezentacji Polski, jednak ostatecznie w 2011 roku funkcję przejął Roman Jaszczak, którego 21 lutego 2013 roku zastąpił na tym stanowisku, którym był do 9 lipca 2016 roku.

## Pozostała działalność
Wojciech Basiuk w kwietniu 2011 roku został dyrektorem w działającej w Świdnicy firmy sportowej JAKO Polska Sp. z o.o..
Współpracuje także z Fundacją Drużyna Chrystusa.

## Życie prywatne
Wojciech Basiuk jest żonaty z Magdaleną Mleczko (ur. 1980), piłkarką, którą poznał, gdy był jej trenerem w AZS Wrocław, z którą ma dwójkę dzieci: córkę Marię (ur. 2008) oraz syna Borysa.

## Sukcesy

### Zawodnicze
Ślęza Wrocław
- Awans do II liga: 1991

### Trenerskie
AZS Wrocław
- Mistrzostwo Polski: 2004, 2005, 2006, 2007, 2008
- Wicemistrzostwo Polski: 2009
- Puchar Polski: 2004, 2007